# 郑国渠

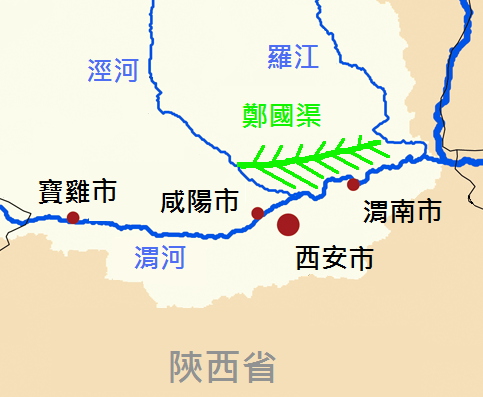
鄭國渠的現今位置。

鄭國渠是中国战国时期水利学家郑国，于秦王政元年（前246年）为秦国所筑的河渠。河渠長三百里，位於今日陝西省涇陽縣上然村涇出口一帶。為紀念韓國工程師鄭國而得名。

## 建造經過
鄭國渠由韓國水工郑国主持修建。郑国原本是西去秦国的細作，劝说秦王政兴修水利工程，企图使秦国把經費與人力放在国内，无暇部署东征。後來秦王政發覺鄭國的陰謀，怒欲殺之，鄭卻說：「臣起初確實是來當間諜的，但是渠道修建完成也對秦國有利；臣幫助韓國延長短短幾年的國祚，卻可以為秦國創建萬世的大功」。秦王政甚以為然，工程得以繼續進行，於公元前246年開始使用。

## 流域
鄭國渠在涇河從北方山谷流入關中平原處，把部份河水引入主渠；主渠起初與涇河平行而相近，進入關中平原時分開；渠道灌溉系統分為幾支，水流通過叫「斗」的出水閘門分別進入溝渠，流向農田。郑国渠完工後灌渠全長三百里，以谷口為起點，把涇水引入櫟陽的渭水。
鄭國渠的经行地区，郦道元在《水经注·沮水》中记称：“渠首上承泾水于中山西邸瓠口，……渠渎东径宜秋城北，又东径中山南，……又东径舍车宫南绝冶谷水。郑渠故渎又东径嶻嶭山南、池阳县故城北，又东绝清水，又东径北原下，浊水注焉，自浊水以上，今无人。……又东历原径曲梁城北，又东径太上陵南原下，北屈径原东，与沮水合。……沮循郑渠，东径当道城南，……又东径莲芍县故城北，……又东径粟邑县故城北，……其水又东北流，注于洛水也。”

## 作用
鄭國渠的作用維持了幾十年，有良好的经济效益和政治效益，可澆灌關中農田4萬餘頃，約相當於現今7.4-24萬公頃，收皆畝一鍾。於是關中為沃野，無凶年，農業大盛，無水災、旱災。秦以富疆，卒之吞併諸侯。

## 後繼者
漢武帝元鼎六年（前111年），又穿鑿六輔渠，太始二年因應趙國中大夫白公之請，於鄭國渠之南，穿渠引涇水，名白渠，統稱鄭白渠。時民有歌曰：「田於何所？池陽谷口。鄭國在前，白渠在後。舉鍤為雲，決渠如雨。涇水一石，其泥六斗。且溉且糞，長我禾忝。衣食京師，億萬之口。」